# Duncan Honeybourne
Duncan Honeybourne (Weymouth (Dorset), 27 d'octubre, 1977), és un pianista, professor i conferenciant anglès.

## Biografia
Honeybourne va començar els seus estudis al Departament Júnior de la Royal Academy of Music, on va guanyar el premi sènior de piano. Va fer el seu primer recital a Londres als quinze anys i va fer nombroses gires per tota la Gran Bretanya com a solista de recitals i concerts. Després d'obtenir una plaça per continuar a la RAM, va optar per traslladar-se al "Royal Birmingham Conservatoire", on es va graduar l'any 2000 amb una llicenciatura en música amb honors de primera classe i va guanyar molts premis, i més tard va rebre el premi honorífic HonRBC per distinció professional. Entre els seus professors hi havia Rosemarie Wright i Philip Martin, i va continuar els seus estudis de piano a Londres amb John York, Leeds amb Fanny Waterman i, posteriorment, durant tres anys amb una beca Goldenweiser a Londres amb el pianista rus Mikhail Kazakevich. Va debutar com a solista al Symphony Hall de Birmingham i al National Concert Hall de Dublín el 1998.
Honeybourne ha interpretat concerts i ha fet recitals arreu del Regne Unit i Europa. Ha estat solista freqüent en cadenes de ràdio d'arreu del món, com ara BBC Radio 3, France Musique, ABC Classic FM (Austràlia) i Radio New Zealand Concert.
Duncan Honeybourne és professor de piano a la Universitat de Southampton i imparteix regularment classes magistrals i recitals de conferències.
La discografia de Duncan Honeybourne als segells EM Records, Divine Art i Prima Facie inclou la música completa per a piano sol d'E.J. Moeran, Andrew Downes i John Joubert, i enregistraments d'estrena d'obres de Walford Davies i Gurney juntament amb música de Stanford, Elgar, Vaughan Williams, Holst, Bax, Howells, Pitfield i Fleischmann. El seu CD "A Forgotten English Romantic", que explora la música per a piano del compositor, poeta i sacerdot Greville Cooke, va ser premiat com a Enregistrament Internacional de l'Any de MusicWeb el 2014.